# 安仁义
安仁义（9世纪—905年），唐朝末年武将。

## 生平

### 效力杨行密
安仁义是沙陀人。最初效力沙陀首领李国昌，后因有过逃到黄河以南投效奉国军节度使秦宗权。光启三年（887年）被提拔为马军指挥使。秦宗权派弟弟秦宗衡、决胜都指挥使孙儒等争夺淮南地区，安仁义在秦宗衡军中。后秦宗权将败，意欲召回秦宗衡，十一月，孙儒杀死秦宗衡，夺其军权，安仁义投奔庐州刺史杨行密。杨行密大喜，让他领骑兵，位在马步军都虞候田頵之上。田頵与安仁义两人名冠军中，彼此也交好。文德元年（888年），安仁义随杨行密破宣歙观察使赵锽于葛山。
大顺元年（890年）二月，宣武军节度使朱全忠派将庞师古率众十万到高邮，孙儒全军抵御，杨行密乘其虚遣田頵、安仁义、李神福等袭取浙东；当月庞师古兵败后，杨行密害怕，退回宣州，遣安仁义袭润州刺史成及，取润州，以安仁义守之，以将李友（一作李宥）守苏州；同月，命安仁义与刘威、田頵率军在武进打败孙儒部下龙骧都指挥使刘建锋，复取常州，马敬言、安仁义、刘威屯兵润州；随后田頵和安仁义一起攻打常州，擒刺史杜棱。孙儒怒，分兵渡江。孙儒、杨行密屡次交战，孙儒因人多势众，一度得胜，十二月攻陷苏州，刘建锋攻陷常州，安仁义、田頵等闻之焚烧润州庐舍而夜遁，刘建锋又取润州。二年（891年）正月，田頵、安仁义屡次被孙儒打得败退。孙儒围杨行密、安仁义于宣州。孙儒畏惧安仁义威名，假装写信给他通好，以让杨行密生疑。杨行密却待安仁义更好了，署为行军副使，仍为马军都指挥使；景福元年（892年）六月，杨行密、安仁义、田頵背城而战，大败孙儒军并生擒孙儒，安仁义破其五十余寨，于是以功于七月被表荐为检校尚书左仆射、润州刺史，田頵为宣州留后，并在八月得到朝廷认可；后杨行密授田頵宁国军节度使，除授安仁义团练使，官至检校太保。
乾宁二年（896年）十月，杨行密遣田頵、安仁义攻镇海军军部杭州东安城等镇戍以救被镇海军节度使钱镠所攻的威胜军节度使董昌及其盟友湖州刺史李师悦。时任镇海节度副使杜棱凭城自守，城中缺水，穿井百尺不得泉水，杜棱对神祈祷，泉水即涌地而出。田頵、安仁义以楼橹炮石攻城，杜棱随机拒敌，每天击毙淮南军无数。于是紫溪、保城、建宁、靖江四镇都得以保全，东安百姓感怀杜棱之恩，称其井为“杜公井”。三年（897年）正月，安仁义率船队到湖州想渡江响应董昌，钱镠遣武勇都指挥使顾全武、都知兵马使许再思守西陵，安仁义不敢渡河。十一月，安仁义由南荡率余党攻婺州，刺史王坛坚壁自守。四年（897年）正月，钱镠派时任行军司马杜稜救婺州。安仁义乘夜逃离，转而攻睦州，未能攻克，一夜遇到大风雨，沙路尽毁，安仁义受到惊扰而遁去。钱镠认为是伍子胥显灵，请唐朝廷封之，八月，伍子胥受封为吴安王。九月，钱镠因婺州百姓曾被安仁义所扰而告谕王坛停止攻打东阳镇将王永，但王坛仍讨灭王永。
天复二年（902年）九月，钱镠遭遇武勇都之乱，派儿子钱传璙扮作大将顾全武的仆人，与顾全武同去淮南军部广陵求援于杨行密。经过润州，安仁义欣赏钱传璙清丽，想用十个仆人换他。顾全武夜半贿赂守门者而逃去。
安仁义贪婪，虽然淮南地区因战争凋敝，他仍然聚敛。孙儒被平定后，杨行密派循吏守诸郡，只有浙东人闻安仁义所问，互相悲叹：“只有我们郡是蕃人做长官。”于是多不归附安仁义。

### 作乱败亡
杨行密平定江淮，正在安抚百姓，田頵、安仁义及杨行密妻弟奉国军节度使朱延寿都猛悍难制，都热衷攻城略地，杨行密想除去他们。后来田頵与杨行密矛盾激化，天复三年（903年）八月，田頵与安仁义同举兵反叛杨行密，也勾结朱延寿，想分地而治；二人联攻昇州，劫持刺史李神福妻儿，厚养之。李神福时为鄂岳招讨使，与副使刘存原本已即将围困生擒武昌军节度使杜洪，二人皆因田、安之叛而被杨行密召回计事，杜洪势力复振。安仁义焚东塘，夜袭常州，常州刺史李遇设伏后出战并大骂，安仁义止住军众，料到李遇敢如此骂自己，必然有备，侦察发现果然有伏兵，便引军退去，伏兵发作，双方转战至夹冈，安仁义立下两面旗帜，解甲休息、吃饭，追兵不敢追，但安仁义也受损，复入润州，不敢再向东进兵。杨行密秘密令王茂章为润州行营招讨使，与江南马步军使李德诚、牙校米志诚等围之。起初王茂章作战不利，杨行密又派随身都知兵马使徐温率兵会合王茂章。徐温将衣服旗帜换得和王茂章兵一样，安仁义不知增兵，又出战，被徐温奋击所破。九月，杨行密诱杀朱延寿，对入贺的平卢军节度使朱瑾说：“那两个大贼不足忧，只忧这个小贼，现在没事了。”
军中推朱瑾的用槊和米志诚的射术为第一，而安仁义常以善射自负，说：“志诚之弓，十不当瑾槊之一；瑾槊之十，不当仁义弓之一。”并不自毁润州的护城河，经常开门出战；每次与王茂章等交战，都先放言要射中敌军何处再射中，围城军队多被其挫了锐气，害怕他，不敢靠近。杨行密也派使者说：“我不忘公的功劳，能自己来归，我当复以你为行军副使，只是不可让你掌兵。”安仁义犹豫未决。十一月，田頵败亡，而安仁义仍守润州。他勇敢果决得军心，淮南军攻之不下。天祐二年（905年）正月，安仁义的军队渐渐减少，王茂章乘其懈怠挖地道杀入，安仁义率家属登城楼自守，淮南军不敢登上去，左衙将郑璠作战时受伤十余处。之前，攻城诸将见了安仁义就骂，只有李德诚例外。安仁义召李德诚登楼，说：“你有礼，可以委命，我把自己作为你的功劳。”且以爱妾相赠，把弓箭扔在地上就缚，李德诚挟持他下楼，他被押送广陵处死。他本有投降之意，其子坚持以为不可，于是作罢；他败亡后，其子也在广陵市集被处斩。
郑璠因功迁左先锋都尉；苏州防遏使张崇随王茂章攻打、生擒安仁义有功，获授常州刺史。徐温亦以功授尚书右仆射、庐州长史。
安仁义曾在邗沟西建房，后被赐给被俘的抚州刺史危全讽。